# Lista episoadelor din Bakugan: Invadatorii Gundalieni
Aceasta este o listă de episoade al celui de-al treilea sezon Bakugan, Bakugan: Invadatorii Gundalieni.

## Lista episoadelor
1. Un nou inceput (A New Beginning)
2. Revelatia (Revelation)
3. Vizitatorul (The Visitor)
4. Viitorul luptator (Brawler To Be)
5. Confruntarea (Confrontation)
6. Demascarea (Exposed)
7. Adevarata Fata a Lui Ren (True Colours)
8. Preluare ostila (Hostile Takeover)
9. Atac dublu (Twin Attack)
10. Fuga de intuneric (Escape From Darkness)
11. Pachetul secret (The Secret Package)
12. Elementul (The Element)
13. Un rau dublu (Twin Evil)
14. Sfera sacra (The Sacred Orb)
15. Tinta falsa (Decoy Unit)
16. Planul secret (The Secret Switch)
17. Lupta pentru al doilea scut (Battle For the Second Shield)
18. Ultima reprezentatie (Curtain Call)
19. Secretul sferei (The Secret of the Orb)
20. Parteneri pana la capat (Partners 'Til the End)
21. Divide si cucereste (Divide and Conquer)
22. Asaltul mobil (Mobile Assault)
23. Intoarcerea lui Sid (Sid Returns)
24. Coloseul lui Dharak (Colossus Dharak)
25. Coloseul Dragonoidului (Dragonoid Colossus)
26. Iertarea (Forgiveness)
27. In mijlocul furtunii (Into the Storm)
28. Jake revine (Jake Returns)
29. Geneza (Genesis)
30. Infiltrarea (Infiltrated)
31. Adevarata evolutie (True Evolution)
32. Rascumpararea (Redemption)
33. Ultima Infruntare A Lui Jake (Jake's Last Stand)
34. Ultima confruntare (Final Strike)
35. Evadarea mult visata (Dream Escape)
36. Atacul Gundalian (Gundalian Showdown)
37. Dezlegarea vrajii (Broken Spell)
38. Ajunul codului (Code Eve)
39. Dezvaluirea destinului (Destiny Revealed)